# Pentaplaris davidsmithii
Pentaplaris davidsmithii är en malvaväxtart som beskrevs av L. J. Dorr och C. Bayer. Pentaplaris davidsmithii ingår i släktet Pentaplaris och familjen malvaväxter. Inga underarter finns listade i Catalogue of Life.